# Handley Page Hampden
El Handley Page HP.52 Hampden fue un bombardero medio bimotor británico que fue operado por la Real Fuerza Aérea (RAF). Fue parte del trío de grandes bombarderos bimotor adquiridos por la RAF, uniéndose al Armstrong Whitworth Whitley y al Vickers Wellington. El Hampden estaba propulsado por motores radiales Bristol Pegasus, pero la variante conocida como Handley Page Hereford llevaba motores lineales Napier Dagger.
El Hampden sirvió en las primeras etapas de la Segunda Guerra Mundial, llevando el peso al principio de las operaciones de bombardeo sobre Europa, tomando parte en el primer ataque nocturno sobre Berlín y en el primer ataque de 1000 bombarderos sobre Colonia. Cuando se volvió obsoleto, después de un periodo de operaciones principalmente nocturnas, fue retirado del servicio en el Mando de Bombardeo de la RAF a finales de 1942. En 1943, el resto del trío había sido reemplazado por bombarderos pesados más grandes de cuatro motores, como el Avro Lancaster.

## Desarrollo

### Orígenes
En 1932, el Ministerio del Aire emitió la Especificación B.9/32, que buscaba un bombardero diurno bimotor con mayores prestaciones que las de cualquier bombardero precedente. Handley Page y Vickers diseñaron aviones para cubrir esta especificación, convirtiéndose el diseño de Vickers en el Wellington. El equipo de diseño de Handley Page, dirigido por George Volkert, bosquejó un avión radical, centrándose inicialmente en el políticamente favorecido motor Rolls-Royce Goshawk. A mitad de 1934, el desarrollo del Goshawk parecía menos prometedor, y el Ministerio del Aire rebajó el requerimiento del peso en vacío de la especificación, permitiendo el uso de motores radiales más pesados y más potentes, como los Bristol Perseus y Bristol Pegasus. Según el autor sobre aviación Philip J.R. Moyes, el diseño de Handley Page encontró prontamente apoyo financiero del Ministerio del Aire, en parte debido a que fue juzgado como representante de un compromiso razonable entre alcance, carga y velocidad.
A principios de 1936 se completó el primer prototipo, designado HP.52 y matriculado K4240. Al ver el fuselaje estrecho pero alargado, que sólo tenía 3 pies de ancho, C. G. Grey, fundador de la revista The Aeroplane, remarcó que "parecía una maleta volante", un apodo con el que se quedó el avión durante toda su vida. El 21 de junio de 1936, el prototipo, propulsado por un par de motores Bristol Pegasus P.E.5S(A), realizó su primer vuelo desde el Aeródromo de Radlett, Hertfordshire, pilotado por el comandante James Cordes, piloto de pruebas jefe de Handley Page. A finales de junio, el prototipo fue exhibido públicamente en el New Types Park, Muestra Aérea de Hendon, Londres. En agosto del mismo año, en respuesta a las exitosas pruebas de vuelo realizadas por el K4240, el Ministerio del Aire emitió una orden inicial de producción del modelo, encargando 180 aviones de producción, a ser fabricados para cubrir la Especificación B.30/36; al mismo tiempo, se emitió un segundo encargo de 100 aviones propulsados por Napier Dagger a Short & Harland de Belfast.
A principios de 1937 se completó un segundo prototipo, que recibió la matrícula L7271; este segundo prototipo poseía varias diferencias respecto al primero, incluyendo que el tubo pitot fue recolocado debajo del fuselaje, un puesto artillado ventral más redondeado y un morro ligeramente modificado. El L7271 recibió más tarde un par de motores Dagger y, por ello, fue redesignado como HP.53; el 1 de julio realizó su primer vuelo después de haber recibido los nuevos motores. Otro prototipo, el L4032, fue producido para servir como prototipo del estándar de producción; el 24 de junio de 1938, el tercer prototipo realizó su primer vuelo. El L4032 se diferenciaba de los dos prototipos anteriores en que estaba propulsado por un par de motores Pegasus XVIII, el morro incorporaba un panel ópticamente plano de puntería de bombardeo, así como puestos artillados ventral y dorsal revisados.
El 24 de junio de 1938, el L4032 fue bautizado oficialmente por Lady Katharine Mary Montagu-Douglas-Scott, vizcondesa de Hampden, en una ceremonia celebrada en el Aeródromo de Radlett, el mismo día en el que realizó su primer vuelo. El discurso de la vizcondesa de Hampden invocó "al espíritu de John Hampden, el defensor de las libertades civiles" para inspirar a las futuras tripulaciones del avión homónimo.Los L4032 y  L4033, que fue el segundo Hampden estándar en ser producido, fueron más tarde asignados al Aeroplane and Armament Experimental Establishment (AAEE) en RAF Martlesham Heath, Suffolk. El 20 de septiembre del mismo año, el tercer Hampden de producción, matriculado L4034, tras la finalización de las pruebas de manejo realizadas por la Escuela Central de Vuelo en el Aeródromo de Upavon, Wiltshire, se convirtió en el primer avión en entrar en servicio de escuadrón de la RAF, siendo entregado al N.º 49 Squadron.

### Producción
A finales de 1938, los planes de producción en masa para el Hampden habían sido formalizados. Además de la línea propia de producción de Handley Page, el modelo iba a ser construido mediante subcontrato por English Electric en su fábrica en Preston, Lancashire; el 6 de agosto del mismo año, a English Electric se le concedió un contrato inicial para construir 75 Hampden. Además, el interés canadiense en una producción doméstica del modelo había resultado en el establecimiento de la compañía conjunta anglocanadiense Canadian Associated Aircraft, que pronto recibió un encargo inicial de la RAF por 80 Hampden a completarse en Canadá; estas instalaciones actuaron de forma efectiva como una fábrica fantasma en la época de guerra. El 1 de septiembre del mismo año, en respuesta al interés expresado por la Real Fuerza Aérea Sueca (RSAF) por el Hampden, incluyendo un potencial acuerdo de producción bajo licencia de 70 aviones a construir en Suecia, se suministró un único Hampden a aquella. Designado como P 5 por la RSAF, fue operado hasta noviembre de 1945, cuando fue vendido a Svenska Aeroplan AB (SAAB) para servir como bancada volante, antes de ser retirado a finales de 1947.
El 22 de febrero de 1940, el primer Hampden construido en Preston, el P2062, realizó su primer vuelo. English Electric llegaría a fabricar un total de 770 Hampden, más que ninguna otra compañía, antes de entregar su último avión el 15 de marzo de 1942. En julio de 1940, Handley Page cerró su propia línea de producción del Hampden tras la terminación de su avión número 500. El 9 de agosto del mismo año, el primer Hampden de construcción canadiense, el P5298, realizó su primer vuelo; en octubre, la producción canadiense había crecido hasta los 15 aviones al mes. Canadian Associated Aircraft completó un total de 160 Hampden, siendo trasladados muchos de ellos al Reino Unido para entrar en servicio durante la guerra. El último avión de construcción canadiense fue entregado a finales de 1941.

## Diseño

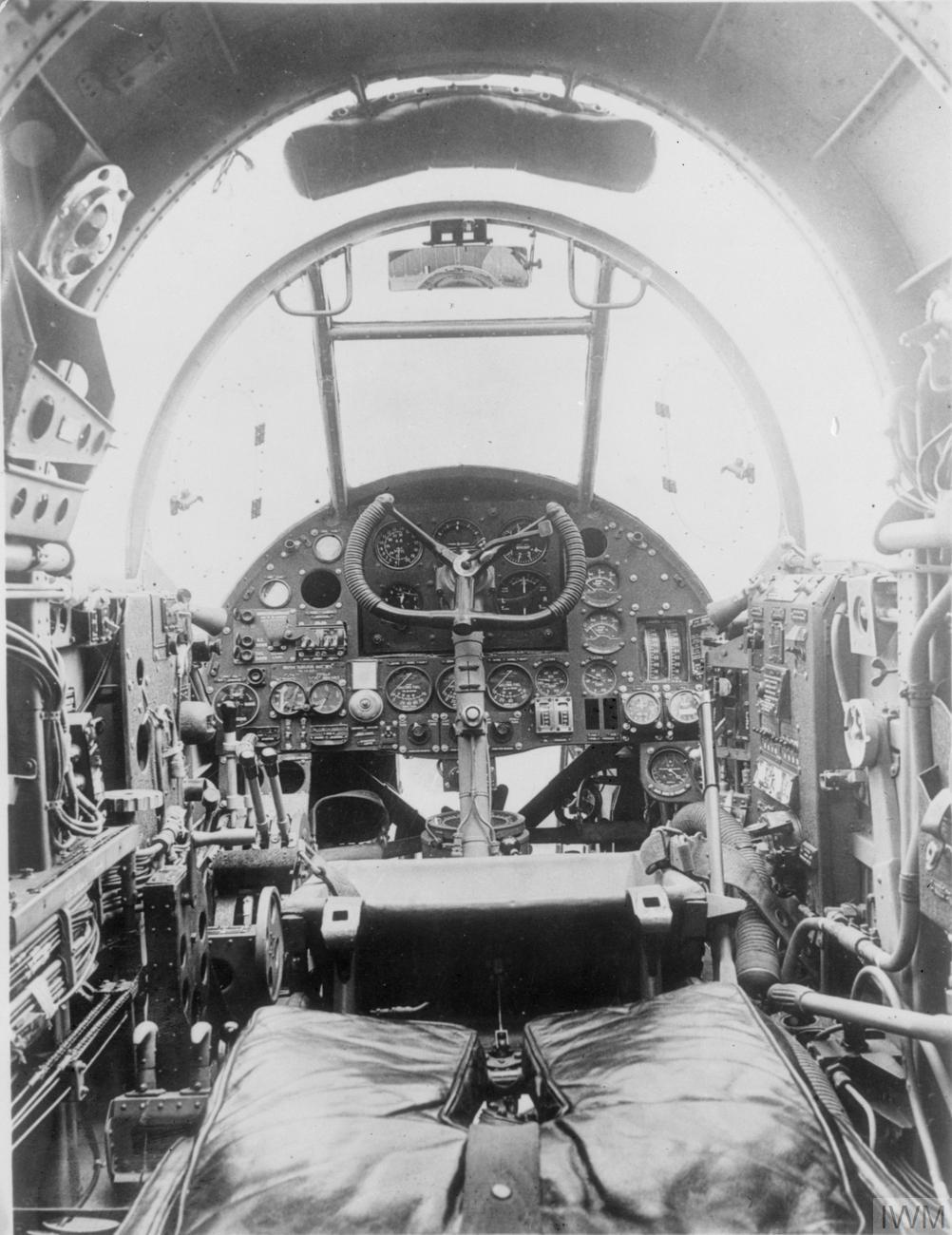
Cabina del Hampden.

El Hampden Mk I tenía un piloto, un navegante/bombardero, un radio operador y un artillero trasero. Concebido como un "bombardero de combate" rápido y maniobrable, el Hampden poseía una ametralladora Browning de 7,7 mm fija de fuego frontal en la parte superior del morro del fuselaje. Para evitar las penalizaciones de peso de las torretas eléctricas, el Hampden poseía un morro curvo de Perspex equipado con una ametralladora Vickers K de 7,7 mm manual y una instalación similar en los puestos traseros superior e inferior. La disposición era similar a la de las cabinas con todas las armas al frente introducidas alrededor de la misma época en los bombarderos medios de la Luftwaffe, notablemente el Dornier Do 17. Durante la Campaña de Noruega, estas armas demostraron ser completamente inadecuadas para la autodefensa durante el día; las armas simples fueron reemplazadas por armas gemelas Vickers K, un proceso liderado por el Vicemariscal del Aire Arthur Harris del N.º 5 Group RAF en 1940.
El Hampden poseía un revestimiento sujeto a esfuerzos de remaches enrasados, reforzado con una mezcla de secciones dobladas y extruidas en un diseño monocasco totalmente metálico. Se empleó una técnica de construcción de ensamblaje dividido; las secciones eran prefabricadas y luego se unían, permitiendo una fabricación rápida y económica. El fuselaje se dividía en tres secciones (frontal, central y trasera), que se construían usando plantillas. Las secciones central y trasera se realizaban en dos mitades, lo que significaba que las secciones podían ser equipadas, en parte bajo mejores condiciones laborales, antes del ensamblaje. Todos los trabajos posibles de ensamblaje se realizaban en los bancos antes de su instalación en cada avión.
Las alas se componían de tres grandes unidades: sección central, ala exterior de babor y ala exterior de estribor, que a su vez estaban subdivididas.Cada sección estaba construida alrededor de un larguero principal, sección de borde de ataque y sección de borde de fuga. El ala hacía uso de slots de punta alar y flaps de borde de fuga actuados hidráulicamente; los flaps y los alerones poseían largueros en D sujetos a esfuerzos. Según Moyes, la configuración del ala era una característica clave del Hampden, siendo muy trapezoidal y estando diseñada para ejercer bajos niveles de resistencia; estos atributos eran responsables de la alta velocidad máxima del avión para la época de 426 km/h, al tiempo que retenía una razonablemente baja velocidad de aterrizaje de 117 km/h.
Las cualidades de vuelo del Hampden eran descritas típicamente como favorables; Moyes las describió como "extraordinariamente móvil a los mandos". Los pilotos poseían un gran nivel de visibilidad externa, ayudando a la ejecución de giros acusados y otras maniobras. La disposición de los controles requería de alguna familiarización, ya que algunos elementos como los controles hidráulicos eran discretos y poco intuitivos. Una vez introducido, el Hampden exhibió mayores velocidades y regímenes de ascenso que cualquiera de sus contemporáneos, al tiempo que retenía unas cualidades de manejo favorables.
El delgado y compacto fuselaje del avión era bastante estrecho, siendo lo suficientemente ancho sólo para una persona. El navegante se sentaba detrás del piloto y el acceso a la cabina requería plegar los asientos. Una vez en el lugar, la tripulación casi no tenía espacio para moverse, y estaban típicamente incómodos en las misiones largas. Las tripulaciones se referían al Hampden con varios apodos relacionados con esto, como Flying Suitcase (Maleta Volante), Panhandle y Flying Tadpole (Renacuajo Volante).

Realicé mi primer vuelo y mi primer despliegue en los Hampden. Bonito avión para volar, ¡pero terrible volar en él! Estrecho, sin calefacción, sin instalaciones donde aliviarte. Te metías y te quedabas atorado. El avión era como un caza. Sólo tenía 3 pies de ancho en el exterior del fuselaje y el piloto era una persona muy ocupada. Había 111 cosas de las que el piloto debía preocuparse, porque en el avión original no sólo tenía que encontrar los instrumentos, el motor y todo eso, sino que tenía todos los interruptores que sostenían las bombas.
Wilfred John 'Mike' Lewis

El más nuevo de los tres bombarderos medios, el Hampden era referido por sus tripulaciones como "Flying Suitcase" debido a las estrechas condiciones de la tripulación, o, más posiblemente, debido a la poco usual forma delgada, alargada, de lados planos y rectangular del fuselaje, que recordaba a la de una maleta.

## Historia operacional

### Servicio con el Reino Unido

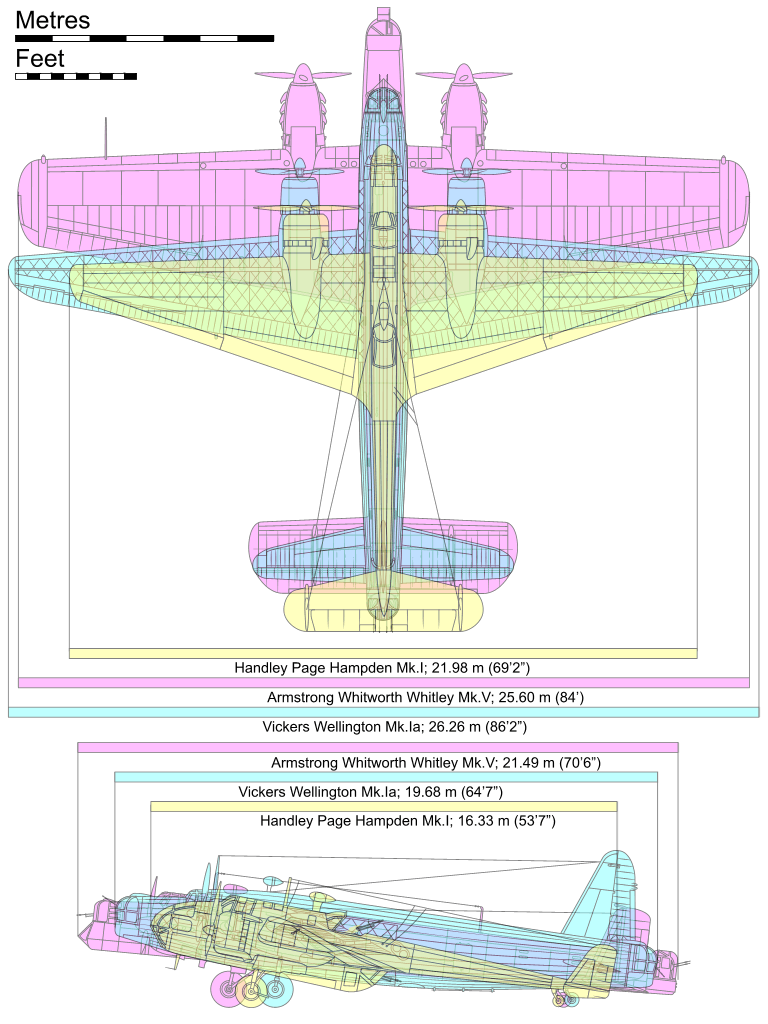
Diagrama comparativo a escala del trío de bombarderos medios británicos al comienzo de la Segunda Guerra Mundial; el Hampden (amarillo), el Vickers Wellington (azul) y el Armstrong Whitworth Whitley (rosa).

En septiembre de 1938, el N.º 49 Squadron recibió los primeros Hampden; hacia final de año, los 49 y 83 Squadron en RAF Scampton habían sido reequipados con el modelo. Un total de 226 Hampden estaban en servicio con diez escuadrones al comienzo de la Segunda Guerra Mundial, con seis de ellos formando la fuerza operativa del 5 Group del Mando de Bombardeo, basado en Lincolnshire.
Con el estallido de la guerra en 1939, los Hampden fueron usados inicialmente para realizar misiones de reconocimiento armado, observando la actividad naval alemana durante el día. Sin embargo, a pesar de su velocidad y maniobrabilidad, el Hampden demostró no ser rival para los cazas de la Luftwaffe; se afirma que, en diciembre de 1939, el Mando de Bombardeo tuvo que descartar la creencia de que aviones como el Hampden podían operar de forma realista durante el día, y en su lugar decidió emplearlos predominantemente bajo la cobertura de la oscuridad en operaciones nocturnas. Durante 1940, los Hampden del 5 Group realizaron 123 misiones nocturnas de lanzamiento de octavillas de propaganda, perdiendo sólo un avión en el proceso.
El 13 de abril de 1940, días después de la invasión alemana de Noruega, se envió una gran cantidad de Hampden en vuelos nocturnos de tendido de minas (codificado como "jardinería") en el Mar del Norte, en áreas juzgadas como inaprovechables por los navíos británicos. Según Moyes, esta actividad demostró ser altamente efectiva, experimentando una baja tasa de pérdidas de menos de 1,9 aviones por misión. El Hampden también volvió a su uso como bombardeo diurno durante la Campaña de Noruega, pero rápidamente demostró estar falto de armamento frente a los cazas alemanes.
El 19 de marzo de 1940, los Hampden tomaron parte en el primer bombardeo deliberado de suelo alemán, en un ataque nocturno sobre los hangares y pistas en Hörnum, Sylt.  El modelo continuó operando de noche en bombardeos sobre Alemania. Al teniente Rod Learoyd del 49 Squadron se le concedió la Cruz Victoria por un ataque a baja cota sobre el canal de Dortmund-Ems el 12 de agosto de 1940, donde dos de los cinco aviones no regresaron. El 25 de agosto, los Hampden de varios escuadrones participaron en el primer bombardeo de la RAF sobre Berlín. El sargento John Hannah fue el operador de radio/artillero de un Hampden del 83 Squadron al que se le concedió la Cruz Victoria el 15 de septiembre, cuando sofocó las llamas del incendiado avión, permitiendo al piloto devolverlo a la base.
En abril de 1942, los 144 Squadron de la RAF y 455 Squadron de la RAAF equipados con Hampden fueron transferidos desde el Mando de Bombardeo al Mando Costero para realizar tareas de torpedeo. Más tarde aquel año, se enviaron destacamentos de ambos escuadrones al aeródromo de Vaenga, Múrmansk, Rusia, para ayudar a salvaguardar los convoyes árticos en las inmediaciones. Se equiparía a un total de cuatro escuadrones asignados al Mando Costero con el Hampden. Estos escuadrones continuaron usando el modelo hasta finales de 1943; el último escuadrón del Mando Costero hizo la transición del modelo el 10 de diciembre de 1943.
Se perdió en las operaciones casi la mitad de los Hampden construidos, 714, con 1077 tripulantes muertos y 739 declarados como desaparecidos. La antiaérea alemana reclamó 108 aparatos, uno golpeó un globo de barreamiento alemán, 263 Hampden se estrellaron debido "a una variedad de causas", y otros 214 fueron clasificados como "desaparecidos". Los pilotos de la Luftwaffe reclamaron 128 Hampden, derribando 92 durante la noche.
Las últimas salidas del Mando de Bombardeo realizadas por el Hampden fueron voladas la noche del 14/15 de septiembre de 1942 por el 408 Squadron de la RCAF, contra Wilhelmshaven. Tras ser retirado del Mando de Bombardeo en 1942, operó en el Mando Costero de la RAF hasta 1943 como torpedero de largo alcance (el Hampden TB Mk I con un torpedo Mk XII en una bodega abierta y una bomba de 230 kg bajo cada ala) y como avión de patrulla marítima.

### Servicio fuera del Reino Unido

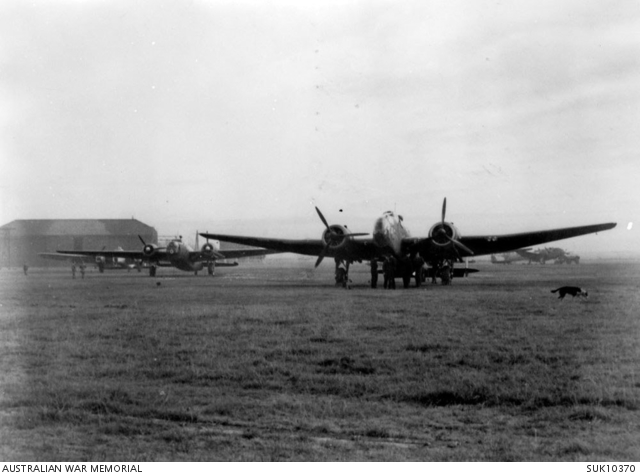
Un Hampden del N.º 455 Squadron de la RAAF en RAF Wigsley, Nottinghamshire, alrededor de 1942.

El Hampden también fue usado por la Real Fuerza Aérea Canadiense (RCAF), la Real Fuerza Aérea Australiana (RAAF), la Real Fuerza Aérea de Nueva Zelanda (RNZAF), la Aviación Naval Soviética (AV-MF) y la Fuerza Aérea Sueca.
Los Hampden en servicio con la RCAF incluyeron 160 ejemplares fabricados en Canadá por el consorcio Canadian Associated Aircraft. Del total construido, 84 fueron embarcados hacia Gran Bretaña, mientras que los restantes fueron a Patricia Bay (Victoria Airport), Columbia Británica, para establecer la N.º 32 OTU (Unidad de Entrenamiento Operativo) de la RAF, utilizada para el entrenamiento en bombardeo y tiro aéreo. Los ejercicios típicos de la unidad consistían en patrullar por la Costa Oeste de la Isla de Vancouver por la noche, o volar en el Pacífico hasta unas coordenadas del mapa de navegación, a menudo con clima adverso e inclemente sin predecir. Debido al desgaste producido por los accidentes, alrededor de 200 Hampden con "fatiga de guerra" volaron más tarde desde el Reino Unido hasta Patricia Bay como reemplazo.
En la Operación Orador, durante septiembre de 1942, las tripulaciones de 32 torpederos Hampden TB.1 del N.º 144 Squadron de la RAF y del N.º 455 Squadron de la RAAF volaron hasta el noroeste de Rusia para proteger el convoy ártico PQ 18 de los barcos de superficie alemanes, como el acorazado Tirpitz. Las tripulaciones de Hampden volaron desde Sumburgh en las Islas Shetland hasta Vaenga (Vayenga; más tarde conocida como Severomorsk) en el Óblast de Múrmansk, Rusia. Esta era una ruta peligrosa, a menudo objeto de mal tiempo y con una longitud de más de 3900 km, parcialmente sobre territorio ocupado en Noruega y Finlandia. Se perdieron o dañaron sin reparación ocho Hampden en el traslado. Los 144 y 455 Squadron realizaron un pequeño número de salidas desde Vaenga. Aunque estaba previsto originalmente que los Hampden volarían de vuelta a Escocia, los vientos frontales predominantes oeste-este en esta ruta habría empujado a los Hampden más allá de su máxima autonomía, y se decidió transportar al personal del ala de vuelta a Gran Bretaña por mar y regalar los aviones a la Armada Soviética.
Las tripulaciones y los mecánicos de la Aviación Naval Soviética (Aviatsiya Voenno-Morskogo Flota; VMF) fueron entrenados por miembros de los 144 y 455 Squadron, antes de volver a Gran Bretaña en octubre. El 3.º Escuadrón del 24.º Regimiento de Aviación Minador-torpedero (24 Минно-торпедный авиаполк; 24 MTAP) operó el "balalaica" (el apodo ruso para el Hampden, en referencia a su forma poco usual) hasta mediados de 1943, cuando las pérdidas, la falta de reemplazos y una escasez de repuestos forzó su retirada. El 24 MTAP volvió al Ilyushin DB-3/Ilyushin Il-4.
En Suecia, el Flygvapnet asignó un HP.52 al Ala de reconocimiento F 11, en Nyköping, para su evaluación, bajo la designación P 5. Tras la guerra, el avión fue vendido a SAAB, donde fue usado como bancada de aviónica.

## Variantes
El Hampden estaba propulsado por dos motores radiales Bristol Pegasus XVIII de nueve cilindros y 730 kW (980 hp). Se desarrolló una variante Mk II, designada HP.62, convirtiendo dos Hampden para usar el motor Wright Cyclone de 750 kW (1000 hp) en 1940, pero no se realizaron más trabajos en este proyecto.
El interés mostrado en el HP.52 por la Fuerza Aérea Sueca condujo a la creación del prototipo HP.53, que fue usado posteriormente como bancada para un par de motores lineales refrigerados por aire Napier Dagger de 24 cilindros en H y 750 kW (1000 hp).
En agosto de 1936, el Ministerio del Aire encargó 100 Hampden equipados con el motor Dagger. Estos aviones recibieron posteriormente la designación HP.53, junto con el nombre Hereford. Fabricados por Short & Harland en Belfast, sus prestaciones eran casi idénticas a las de sus primos Hampden, pero tuvieron problemas con los motores. El motor Dagger demostró ser ruidoso y poco fiable. Los problemas de refrigeración plagaban al motor mientras estaba encendido en tierra, resultando en distorsiones y fallos prematuros. Los problemas no fueron resueltos satisfactoriamente, con el resultado de que la mayor parte de los Hereford encargados fueron convertidos al Hampden, mientras que los construidos fueron a menudo remotorizados para convertirlos en Hampden. Un número limitado de Hereford entró en servicio de escuadrón, pero sólo fueron usados por unidades de entrenamiento.

## Operadores

### Hampden

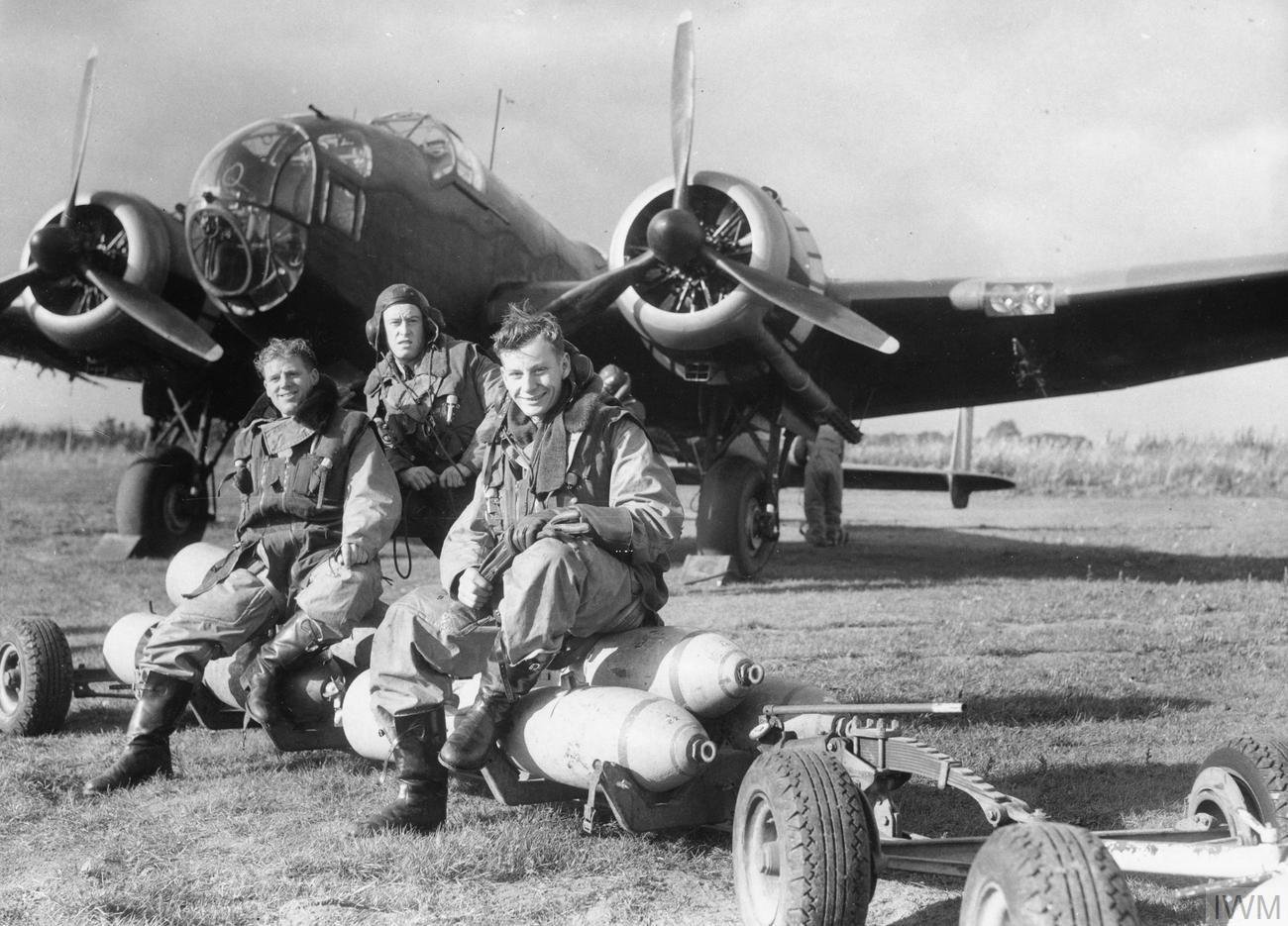
Handley Page Hampden del N.º 83 Squadron con la tripulación sentada sobre un trineo cargado de bombas en Scampton, octubre de 1940.

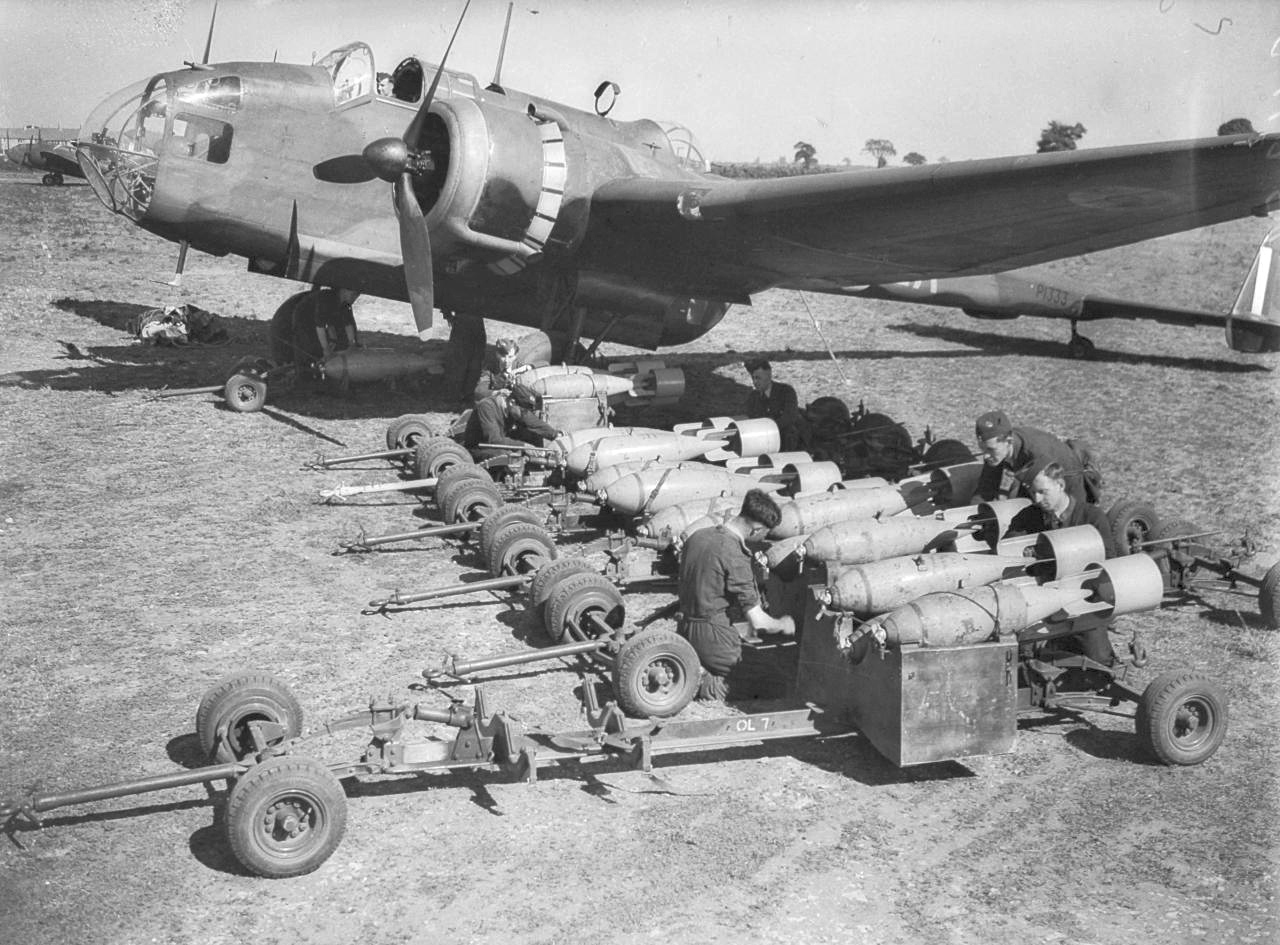
Hampden en el proceso de carga de bombas por la tripulación de tierra.

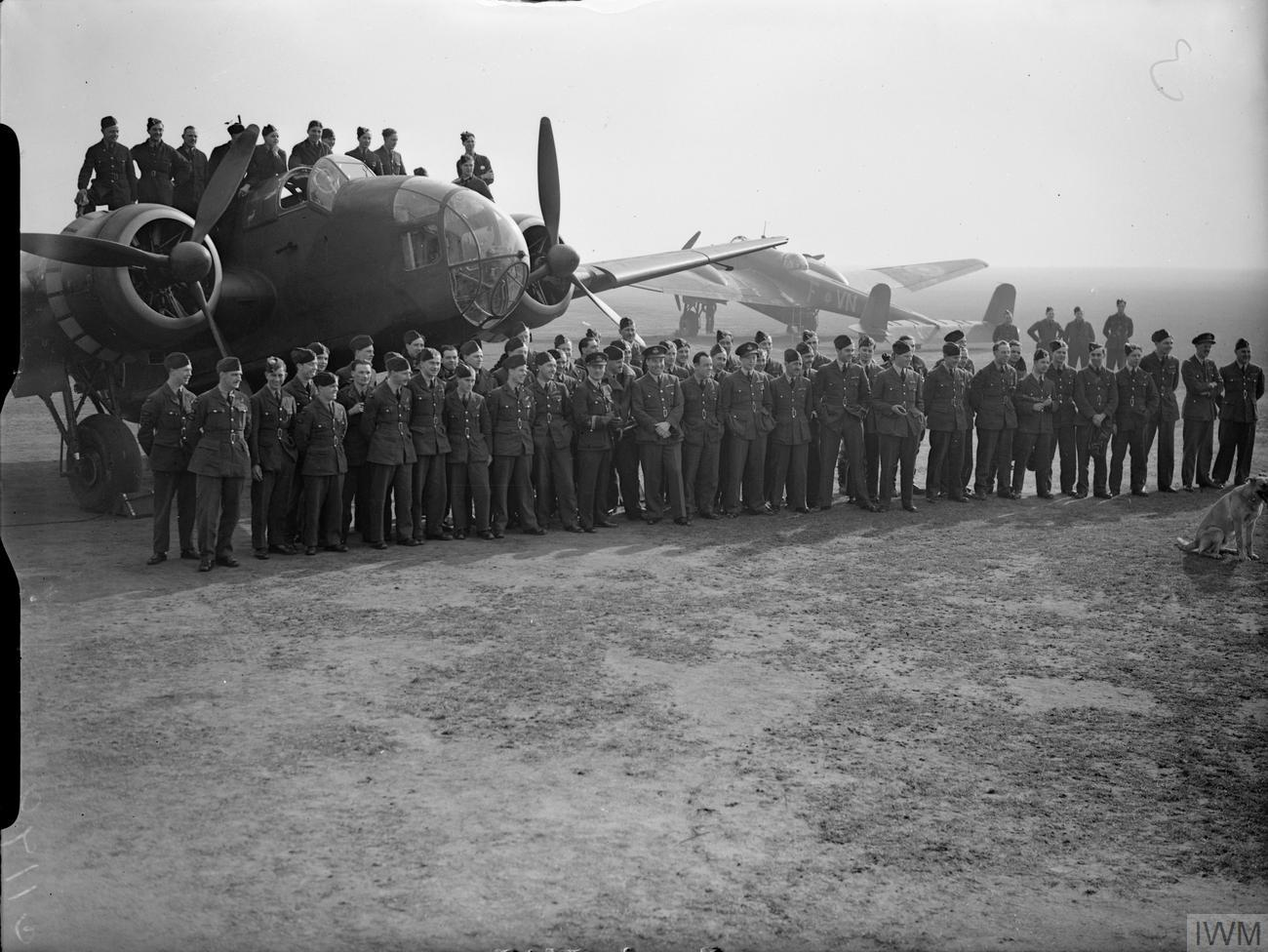
Tripulantes del N.º 50 Squadron delante de sus Hampden en Waddington, Lincolnshire, poco después de regresar de un ataque sobre la flota alemana en el fiordo de Bergen, Noruega], el 9 de abril de 1940.

Australia
- Real Fuerza Aérea Australiana

 Canadá
- Real Fuerza Aérea Canadiense

 Nueva Zelanda
- Real Fuerza Aérea Neozelandesa

 Reino Unido
- Real Fuerza Aérea

 Suecia
- Fuerza Aérea Sueca

 Unión Soviética
- Aviación Naval Soviética

### Hereford
Reino Unido
- Real Fuerza Aérea

## Supervivientes

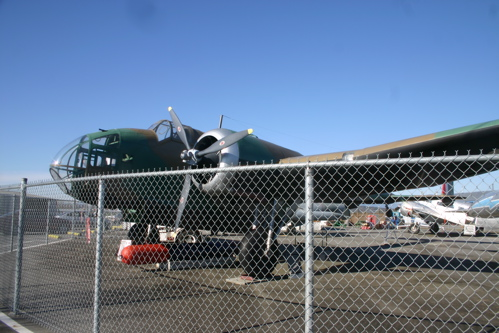
Hampden P5436 en el Canadian Museum of Flight en Langley, Columbia Británica, alrededor de 2006.

No queda actualmente ningún Hampden en condiciones de vuelo, aunque existen ejemplares en exhibición o en restauración:
Hampden I P1344
- Recuperado de un lugar de accidente en Rusia en 1991, esta avión está siendo reconstruidos pen el Michael Beetham Conservation Centre del Museo de la Real Fuerza Aérea Británica de Cosford. Durante la Segunda Guerra Mundial, sirvió con el N.º 144 Squadron de la RAF, como parte del Mando Costero. En septiembre de 1942, el escuadrón fue transferido a la Península de Kola, al norte de Rusia, para ayudar a proteger a los convoyes árticos. Mientras sobrevolaba Finlandia, el P1344 voló accidentalmente cerca de un aeródromo alemán y fue derribado por dos Messerschmitt Bf 109 de alerta. Se estrelló en una zona boscosa de la Península de Kola, con tres tripulantes muertos y dos tomados prisioneros. Tras su recuperación por terceros, el Museo de la RAF se hizo con la propiedad del avión en 1992. Se informó en 2016 que, con la ayuda de voluntarios, los trabajos sobre el fuselaje podrían ser completados en 2018.[35] Una actualización de octubre de 2020 afirmó que "el avión posee actualmente los cuatro componentes del fuselaje totalmente ensamblados, unidos y pintados en su esquema de colores y matrícula originales del 144 Squadron". Se esperaba que fuera trasladado al Museo de la RAF en Londres.[36]

Hampden, P5436
- Este avión ha sido reconstruido en su mayor parte con partes del último ejemplar de construcción canadiense, que cayó al agua en un vuelo de entrenamiento en noviembre de 1942, cuando el piloto perdió el control después de practicar un lanzamiento de torpedo. Los restos fueron recuperados a una profundidad de 600 pies en la Ría de Saanich, Isla de Vancouver, en 1989. Junto con componentes recuperados de otros dos Hampden accidentados en Canadá, la reconstrucción estaba completada al 97 % en 2007. El avión restaurado se convertirá en la obra principal en exhibición del Canadian Museum of Flight en Langley, Columbia Británica, en el Valle del Fraser, al este de Vancouver.[37] En enero de 2009, una fuerte nevada quebró el ala izquierda del avión. A pesar de los esfuerzos del personal del museo para despejar la acumulación de nieve, la estructura interna falló y el ala se separó del fuselaje, cayendo sobre un expositor que contenía uno de los motores originales del avión. El ala sufrió daños considerables y hubo daños adicionales en la cola y las hélices.[38] El ala ha sido muy restaurada usando partes de madera porque la mayor parte de las partes metálicas se habían corroído tanto que no poseían la integridad estructural del avión original. El museo está actualmente recabando donaciones para reparar el avión. Las reparaciones, en 2011, incluían la unión del ala y la hélice al fuselaje y al motor.[39] The repairs, in 2011, included the mating of the wing and propeller to the fuselage and engine.[40] En noviembre de 2013, las reparaciones del CMF sobre el avión se habían completado. El ala había sido reasegurada y todo el avión había sido repintado.[41] En abril de 2015, se abrieron las dos secciones de los artilleros.

El Wings Aviation Museum en el Reino Unido posee las alas y la cola del P1273; el Lincolnshire Aviation Heritage Centre está actualmente restaurando el AE436 a la condición de vuelo. Ambos también son aviones del 144 Squadron, perdidos durante su transferencia a Rusia. El primero fue derribado por error por cazas soviéticos sobre el Raión de Péchenga. El último se perdió sobre Suecia, sus restos fueron encontrados en una región remota por excursionistas en 1976.

## En la cultura popular
El HP Hampden protagonizó The Big Blockade, una película de propaganda de 1941 que muestra el bombardeo de "bloqueo" y sus efectos sobre la industria de guerra alemana, con Michael Rennie y John Mills como dos de sus cuatro tripulantes.

## Especificaciones (Hampden Mk I)
Referencia datos: Hampden: Defender of Liberty, The Handley Page Hampden (Aircraft in Profile 58)

### Características generales
- Tripulación: Cuatro (piloto, navegante/bombardero, radio operador/artillero dorsal, artillero ventral)
- Longitud: 16,3 m (53,6 ft)
- Envergadura: 21,1 m (69,2 ft)
- Altura: 4,6 m (14,9 ft)
- Superficie alar: 62,1 m² (668,5 ft²)
- Perfil alar: raíz: NACA 2317; punta: NACA 2311[46]
- Peso vacío: 5790 kg (12 761,2 lb)
- Peso máximo al despegue: 10 206 kg (22 494 lb)
- Planta motriz: 2× motor radial de nueve cilindros refrigerado por aire Bristol Pegasus XVIII.
  - Potencia: 750 kW (1034 HP; 1020 CV) a 910 m (3000 pies) cada uno.
- Hélices: 1× de tres palas de paso variable por motor.

### Rendimiento
- Velocidad máxima operativa (Vno): 398 km/h (247 MPH; 215 kt) a 4200 m (13 800 pies)
- Velocidad crucero (Vc): 332 km/h (206 MPH; 179 kt) a 4600 m (15 000 pies)
- Alcance: 2770 km (1496 nmi; 1721 mi) combustible máximo y 910 kg de bombas a 332 km/h
- Techo de vuelo: 5800 m (19 029 ft)

### Armamento
- Ametralladoras: 

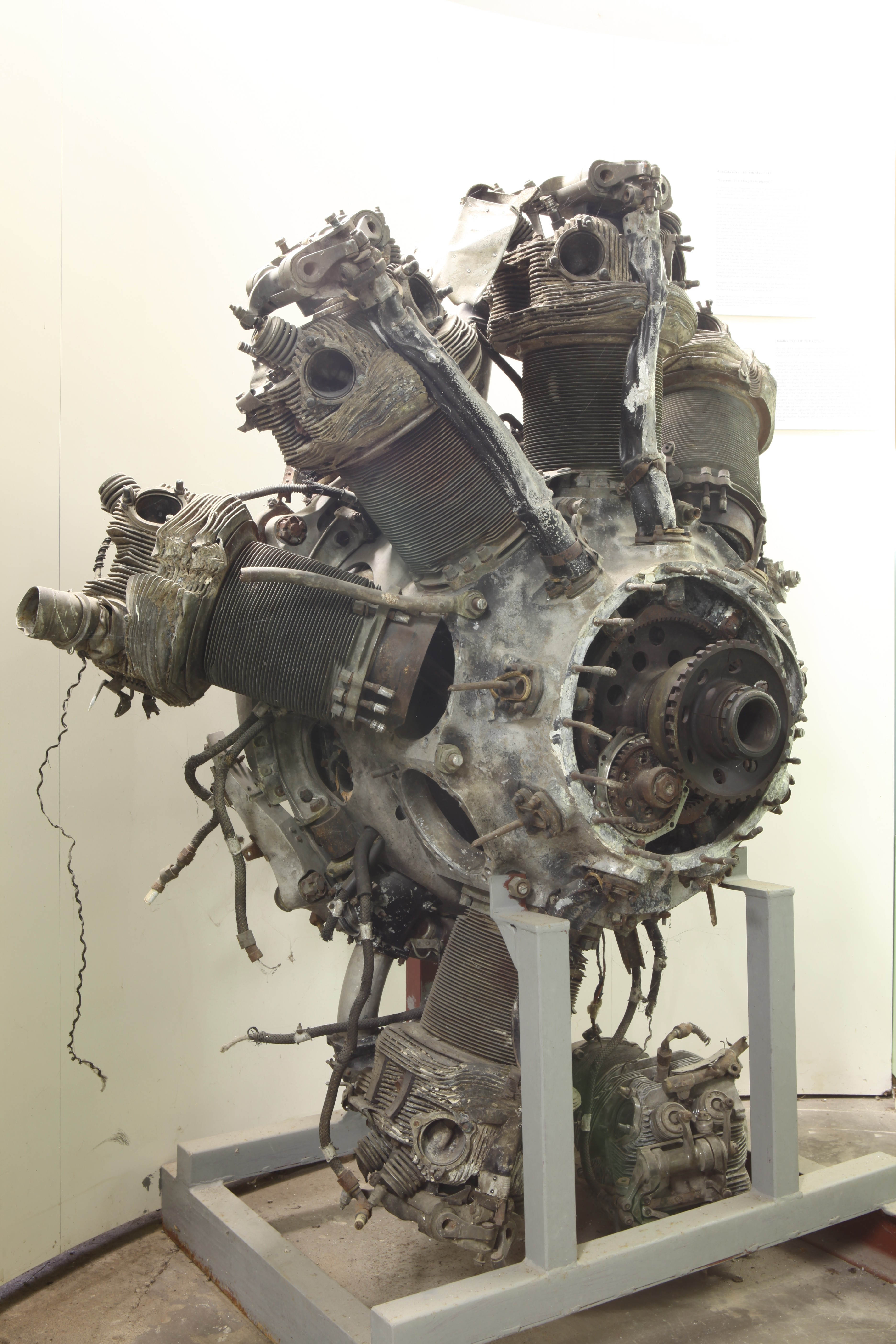
Motor Bristol Pegasus de un Hampden estrellado.

  - 1x Browning M1919 de 7,7 mm fija frontal en el morro
  - 3-5x Vickers K: una en montaje flexible en el morro, una o dos en cada posición dorsal y ventral
- Bombas: 1800 kg o 1x torpedo de 457 mm o minas

## Aeronaves relacionadas

### Aeronaves similares
- Dornier Do 17
- Junkers Ju 88
- Douglas A-20 Havoc
- Martin B-10
- Martin Baltimore
- Lioré et Olivier LeO 45
- Fiat BR.20
- Savoia-Marchetti SM.79
- Yokosuka P1Y
- Fokker T.V
- PZL.37 Łoś
- Armstrong Whitworth A.W.23
- Blackburn Botha
- Bristol Beaufort
- Bristol Blenheim
- Vickers Crecy
- Ilyushin DB-3
- Petlyakov Pe-2
- Tupolev SB

### Secuencias de designación
- Secuencia HP._ (interna de Handley Page): ← HP.49 - HP.50 - HP.51 - HP.52 - HP.53 - HP.54 - HP.55 - HP.56 -- HP.59 - HP.60 - HP.61 - HP.62 - HP.63 - HP.64 - HP.65 →
- Secuencia Numérica (interna de Vega): 1 - 2 - 5 - 6 - 11 - 15 - 17 →
- Secuencia P _ (Entrenadores de la Fuerza Aérea sueca): ← P 2 - P 3 - P 4 - P 5 - P 6 - P 7 - P 8/P 8A/P 8B →